# 전해가공
전해가공(電解加工 · Electrochemical machining · ECM)은 전기분해의 원리를 이용한 것으로 공구를 음극, 공작물을 양극에 연결하고 양자 사이에 전해질 용액을 흘려보내면서 수천 암페어의 대전류를 통하게 한다. 공작물이 철합금인 경우, 전해질 용액으로 식염수를 사용하는 수가 많으며, 전극공구로는 구리 또는 황동을 사용하는 경우가 많다. 전극공구와 마주보고 있는 공작물은 전기분해되어 철의 이온이 되고 수산화철 혹은 산화철의 분말이 되어 가라앉는다. 전해가공은 3000A의 전류를 보낼 때에 공작물을 매분 40g 정도 제거할 수 있는 가공속도가 되는데, 방전가공에서는 기껏 해야 1분에 0.5g 정도에 불과하다. 이처럼 가공속도는 전해가공 쪽이 훨씬 크다. 그러나 가공의 정도는 방전가공쪽이 좋으므로 초벌가공은 전해가공에 의하여, 다듬질가공은 방전가공으로 하는 기계도 있다.

## 참고 문헌
- 이 문서에는 다음커뮤니케이션(현 카카오)에서 GFDL 또는 CC-SA 라이선스로 배포한 글로벌 세계대백과사전의 내용을 기초로 작성된 글이 포함되어 있습니다.